# Håkan Nylén
Håkan Gunnar Nylén, född 4 september 1944 i Göteborg, död 22 augusti 2010 i Helsingborg, var en svensk scenograf.

## Biografi
Nylén växte upp i Göteborg. Han var mobbad och trivdes inte i skolan. Enda intresset bland skolämnena var teckning och han visade talang. På loven åkte han till Stockholm för att besöka sin mormors syster, som var gift med regissören Lars-Levi Læstadius. 1960 beslöt han sig för att stanna i Stockholm och fick jobb på Stockholms stadsteater, först som statist och sedan som penseltvättare i måleriverkstaden. Snart fick han börja måla dekor och visade talang för detta. Han debuterade som scenograf 1966 med Tvångseld på Alléteatern. Efter militärtjänstgöringen blev han scenograf vid Riksteatern. 1969 besökte han Helsingborg, där Laestadius fått tjänst som chef vid stadsteatern. Scenmästaren skulle vara tjänstledig och Nylén erbjöds att vikariera för honom. Han blev kvar vid teatern och följande teaterchef Claes Sylwander lät honom utveckla sitt intresse för scenografi.
Under flera år var han sambo med Birgit Carlstén, med vilken han hade dottern Freja.

## Teater

### Scenografi
| År   | Produktion                                                                                     | Upphovsmän                                                                       | Regi                           | Teater                                       | Noter                                   |
| ---- | ---------------------------------------------------------------------------------------------- | -------------------------------------------------------------------------------- | ------------------------------ | -------------------------------------------- | --------------------------------------- |
| 1966 | Tvångseld                                                                                      | Willey Östlund                                                                   | Harald Westman                 | Alléteatern                                  |                                         |
| 1967 | Dåd i det förgångna The Meter Man                                                              | Scott Forbes Översättning Hans Råstam                                            | Nils Hallberg                  | Marsyasteatern                               |                                         |
| 1967 | Marcolfa, eller Markisens malicer Marcolfa                                                     | Dario Fo Översättning Bertil Bodén                                               | Hans Hellberg                  | Riksteatern                                  | Scenografi tillsammans med Bengt Lundin |
| 1967 | Lille Malcolm och hans kamp mot eunuckerna Little Malcolm and His Struggle Against the Eunuchs | David Halliwell Översättning Lars-Levi Læstadius                                 | Lars-Levi Læstadius            | Marsyasteatern                               |                                         |
| 1967 | Skuggor Swamp Creatures                                                                        | Alan Seymour Översättning Kaj Ahnhem                                             | Kaj Ahnhem                     | Marsyasteatern                               |                                         |
| 1968 | De fyra årstiderna Four Seasons                                                                | Arnold Wesker                                                                    | Lars-Levi Læstadius            | Marsyasteatern                               |                                         |
| 1968 | Raka spåret                                                                                    | Lars Ardelius                                                                    | Tom Lagerborg                  | Riksteatern                                  |                                         |
| 1968 | Kung Ubu Ubu Roi                                                                               | Alfred Jarry                                                                     | Anders Frambäck                | Riksteatern                                  | Scenografi och kostym                   |
| 1968 | Spöket på Canterville The Canterville Ghost                                                    | Oscar Wilde Dramatisering Anders Frambäck                                        | Tom Lagerborg                  | Riksteatern                                  |                                         |
| 1968 | Tack för att ni kom, Mister Pike White Man, Black Man, Yellow Man, Chief                       | Edward Hagopian Översättning Bertil Lindeberg                                    | Silvija Bardh                  | Marsyasteatern                               |                                         |
| 1969 | Jag, den store                                                                                 | Claes von Rettig                                                                 | Anders Frambäck                | Riksteatern                                  |                                         |
| 1969 | Tjuvar ombord                                                                                  | Per Edström                                                                      | Bengt Blomgren Anders Frambäck | Riksteatern                                  |                                         |
| 1971 | Sagan om Lättja                                                                                | Barbro Rask                                                                      | Anders Frambäck                | Riksteatern                                  |                                         |
| 1971 | Alla mot en                                                                                    | Martha Vestin och Tom Lagerborg                                                  | Sam Carlquist                  | Riksteatern                                  |                                         |
| 1972 | Pengar                                                                                         | Nils Poppe, Arne Wahlberg och Nils Hansén                                        | Martin Söderhjelm              | Fredriksdalsteatern                          |                                         |
| 1975 | Fars lille påg Hurra, ein Junge                                                                | Franz Arnold och Ernst Bach Översättning Nils Poppe och Arne Wahlberg            | Hans Bergström                 | Lisebergsteatern                             |                                         |
| 1976 | Marknadsafton                                                                                  | Vilhelm Moberg                                                                   | Claes Thelander                | Helsingborgs stadsteater                     |                                         |
| 1977 | En dörr skall vara öppen eller stängd Il faut qu'une porte soit ouverte ou fermée              | Alfred de Musset Översättning Hjalmar Söderberg                                  | Claes Thelander                | Helsingborgs stadsteater                     |                                         |
| 1977 | Stolarna Les Chaises                                                                           | Eugène Ionesco Översättning Ebbe Linde                                           | Claes Thelander                | Helsingborgs stadsteater                     |                                         |
| 1979 | Pottan On purge bébé                                                                           | Georges Feydeau                                                                  | Anders Bäckström               | Blekinge länsteater                          | Scenografi och kostym                   |
| 1980 | Kungsfiskaren The Kingfisher                                                                   | William Douglas-Home Översättning Pelle Fritz-Crone                              | Hans Polster                   | Helsingborgs stadsteater                     |                                         |
| 1982 | Mellan himmel och jord                                                                         | Staffan Westerberg                                                               | Karin Ekström                  | Helsingborgs stadsteater                     |                                         |
| 1984 | Äpplet i portföljen                                                                            |                                                                                  | Staffan Olzon                  | Helsingborgs stadsteater                     |                                         |
| 1987 | Sagan om den lilla flickan som hade en kanin till pappa                                        | Gösta Kjellin                                                                    | Gösta Kjellin                  | Helsingborgs stadsteater                     |                                         |
| 1987 | En triangel The Trigon                                                                         | James Broom-Lynne Översättning Lennart Lagerwall                                 | Anita Blom                     | Helsingborgs stadsteater                     |                                         |
| 1987 | Tjejen i aspen                                                                                 | Staffan Göthe                                                                    | Hans Polster                   | Helsingborgs stadsteater                     |                                         |
| 1988 | Straffmyndig Strafmündig                                                                       | Gert Heidenreich Översättning Frederik Sjögren                                   | Hans Polster                   | Helsingborgs stadsteater                     |                                         |
| 1988 | Farsen om advokaten Pathelin La Farce de maître Pierre Pathelin                                | Översättning Erik Staaf                                                          | Jan Nielsen                    | Helsingborgs stadsteater                     |                                         |
| 1989 | Föreställningen                                                                                | Clas-Göran och Rune Turesson Fritt efter Anton Tjechov                           | Clas-Göran Turesson            | Helsingborgs stadsteater                     |                                         |
| 1989 | Sagan om den sönderslitna dockan El circulito de tiza o Historia de una muñeca abandonada      | Alfonso Sastre Översättning Francisco J. Uriz och Ingvar Boman                   | Hans Polster                   | Helsingborgs stadsteater                     |                                         |
| 1989 | En far som mor                                                                                 | Michael Ramløse Översättning Johan Celander                                      | Clas-Göran Turesson            | Helsingborgs stadsteater                     |                                         |
| 1990 | Byggmästare Solness Bygmester Solness                                                          | Henrik Ibsen Översättning Göran O. Eriksson                                      | Marianne Rolf                  | Helsingborgs stadsteater                     |                                         |
| 1990 | Jacques och hans husbonde Jakub a jeho pán                                                     | Milan Kundera Översättning Göran O. Eriksson                                     | Hans Polster                   | Helsingborgs stadsteater                     |                                         |
| 1992 | Den ludna gorillan The Hairy Ape                                                               | Eugene O'Neill Översättning Håkan Lindhé                                         | Håkan Lindhé                   | Helsingborgs stadsteater                     |                                         |
| 1992 | Hustruskolan L'école des femmes                                                                | Molière Översättning Lars Forssell                                               | Hans Polster                   | Helsingborgs stadsteater                     |                                         |
| 1992 | Lucifers barn Lucifer's Child                                                                  | William Luce Översättning Håkan Lindhé                                           | Hans Polster                   | Helsingborgs stadsteater                     |                                         |
| 1993 | Jo, det gällde annonsen La bonne adresse                                                       | Marc Camoletti Översättning Gertrud Hemmel och Anders Albien                     | Arne Strömgren                 | Helsingborgs stadsteater                     |                                         |
| 1993 | Pelikanen                                                                                      | August Strindberg                                                                | Kerstin Birde                  | Helsingborgs stadsteater                     |                                         |
| 1994 | Höst och vinter                                                                                | Lars Norén                                                                       | Thomas Müller                  | Helsingborgs stadsteater                     |                                         |
| 1994 | Mio min Mio                                                                                    | Astrid Lindgren Dramatisering Hans Renhäll                                       | Eva Molin                      | Helsingborgs stadsteater                     |                                         |
| 1995 | Lille prinsen Le Petit Prince                                                                  | Antoine de Saint-Exupéry Dramatisering Jacques Ardouin, Översättning Gunvor Bang | Lars Svenson                   | Helsingborgs stadsteater                     | Scenografi och kostym                   |
| 1996 | Från regnormarnas liv                                                                          | Per Olov Enquist                                                                 | Edith Roger(nb)                | Helsingborgs stadsteater                     | Scenografi och kostym                   |
| 1996 | Bobby Fischer bor i Pasadena                                                                   | Lars Norén                                                                       | Marianne Rolf                  | Helsingborgs stadsteater                     | Scenografi och kostym                   |
| 1997 | En uppstoppad hund                                                                             | Staffan Göthe                                                                    | Margita Ahlin                  | Helsingborgs stadsteater                     | Scenografi och kostym                   |
| 1997 | Feta män i kjol Fat Men in Skirts                                                              | Nicky Silver Översättning Mårten Westö                                           | Jan Nielsen                    | Helsingborgs stadsteater                     | Scenografi och kostym                   |
| 1998 | Lustgården Liebhaverne                                                                         | Nikoline Werdelin(da) Översättning Jens Nordenhök                                | Kim Bjarke                     | Helsingborgs stadsteater                     | Scenografi och kostym                   |
| 1998 | Kunde prästänkan så kan väl du                                                                 | Cecilia Torudd                                                                   | Margita Ahlin                  | Helsingborgs stadsteater                     | Scenografi och kostym                   |
| 1999 | Natten är dagens mor                                                                           | Lars Norén                                                                       | Thomas Müller                  | Helsingborgs stadsteater                     | Scenografi och kostym                   |
| 1999 | Kungen och jag The King and I                                                                  | Richard Rodgers och Oscar Hammerstein                                            | TJ Rizzo                       | Slagthuset                                   | Guldmasken, bästa scenografi            |
| 2000 | Skönheten i byn The Beauty Queen of Leenane                                                    | Martin McDonagh Översättning Magnus Hedlund                                      | Margita Ahlin                  | Helsingborgs stadsteater                     | Scenografi och kostym                   |
| 2000 | Sundsutsikt sökes: En havsnära kabaré om att ha sitt på det torra                              | Henrik Valentin                                                                  | Birgit Carlstén                | Comedie Compagniet/ Helsingborgs stadsteater |                                         |
| 2001 | Ohörda rop - Wolf Lullaby Wolf Lullaby                                                         | Hilary Bell Översättning Jacob Hirdwall                                          | Anna Potter                    | Helsingborgs stadsteater                     | Scenografi och kostym                   |
| 2001 | Snart kommer tiden                                                                             | Line Knutzon Översättning Yvonne Eklund                                          | Natalie Ringler                | Helsingborgs stadsteater                     | Scenografi och kostym                   |
| 2001 | Vem är rädd för Virginia Woolf? Who's Afraid of Virginia Woolf?                                | Edward Albee Översättning Gunnar P. Dahlquist                                    | Christian Tomner               | Helsingborgs stadsteater                     |                                         |
| 2002 | Medea Μήδεια Mēdeia                                                                            | Euripides Översättning Agneta Pleijel och Jan Stolpe                             | Wiveka Warenfalk               | Helsingborgs stadsteater                     |                                         |
| 2002 | Dödsdansen                                                                                     | August Strindberg                                                                | Solbjørg Højfeldt              | Helsingborgs stadsteater                     | Scenografi och kostym                   |
| 2005 | Coppélia Coppélia ou La Fille aux yeux d'émail                                                 | Léo Delibes, Arthur Saint-Léon och Charles Nuitter                               | Peter Svenzon                  | Helsingborgs stadsteater                     |                                         |
| 2006 | Söderkåkar                                                                                     | Gideon Wahlberg Bearbetning Göran Stangertz och Andreas Svanberg                 | Göran Stangertz Mikael Ahlberg | Helsingborgs stadsteater                     |                                         |
| 2006 | Alkohålet                                                                                      | Cristina Gottfridsson                                                            | Göran Stangertz                | Helsingborgs stadsteater                     |                                         |
| 2006 | Lavv                                                                                           | Stefan Lindberg                                                                  | Aslak Moe                      | Helsingborgs stadsteater                     |                                         |
| 2007 | Tre farbröder som inte vill dö Van drie oude mannetjes die niet dood wilden                    | Susanne van Lohuizen och Guus Ponsioen(de) Översättning Maria Tellander          | Göran Stangertz                | Helsingborgs stadsteater                     |                                         |
| 2008 | Fadren                                                                                         | August Strindberg                                                                | Jan Nielsen                    | Helsingborgs stadsteater                     |                                         |
| 2009 | Allrakäraste syster                                                                            | Astrid Lindgren                                                                  | Jan Nielsen                    | Helsingborgs stadsteater                     |                                         |
| 2009 | Tiggarens opera The Beggar's Opera                                                             | John Gay Bearbetning av Johan Wahlström och Ulf Dageby                           | Johan Wahlström                | Helsingborgs stadsteater                     |                                         |
| 2010 | Hit och dit men ganska långt bort                                                              | Johan Althoff                                                                    | Voula Kereklidou               | Helsingborgs stadsteater                     |                                         |